# سپ کانزه
سپ کانزه (انگلیسی: Sepp Kunze؛ زادهٔ ۴ دسامبر ۱۹۸۸) بازیکن فوتبال اهل آلمان است.
از باشگاه‌هایی که در آن بازی کرده‌است می‌توان به باشگاه فوتبال دینامو درسدن اشاره کرد.